# Julius Mount Bleyer
Pour les articles homonymes, voir Bleyer.
Julius Mount Bleyer (1859-1915) est un docteur américain qui fut le premier à avoir proposé l'injection létale, en 1888, à New York.